# Z 9500
,,
Les Z 9500 étaient des automotrices électriques de la SNCF en service dans le sud-est de la France.

## Description
Ces rames à deux caisses font partie de la famille des « Z2 » au même titre que les Z 7300, Z 7500, Z 11500, Z 9600 et CFL série 2000 dont elles sont une évolution. Ce matériel à un seul niveau est bicourant (continu 1,5 kV et monophasé 25 kV-50 Hz).

## Services effectués

### TER Auvergne-Rhône-Alpes

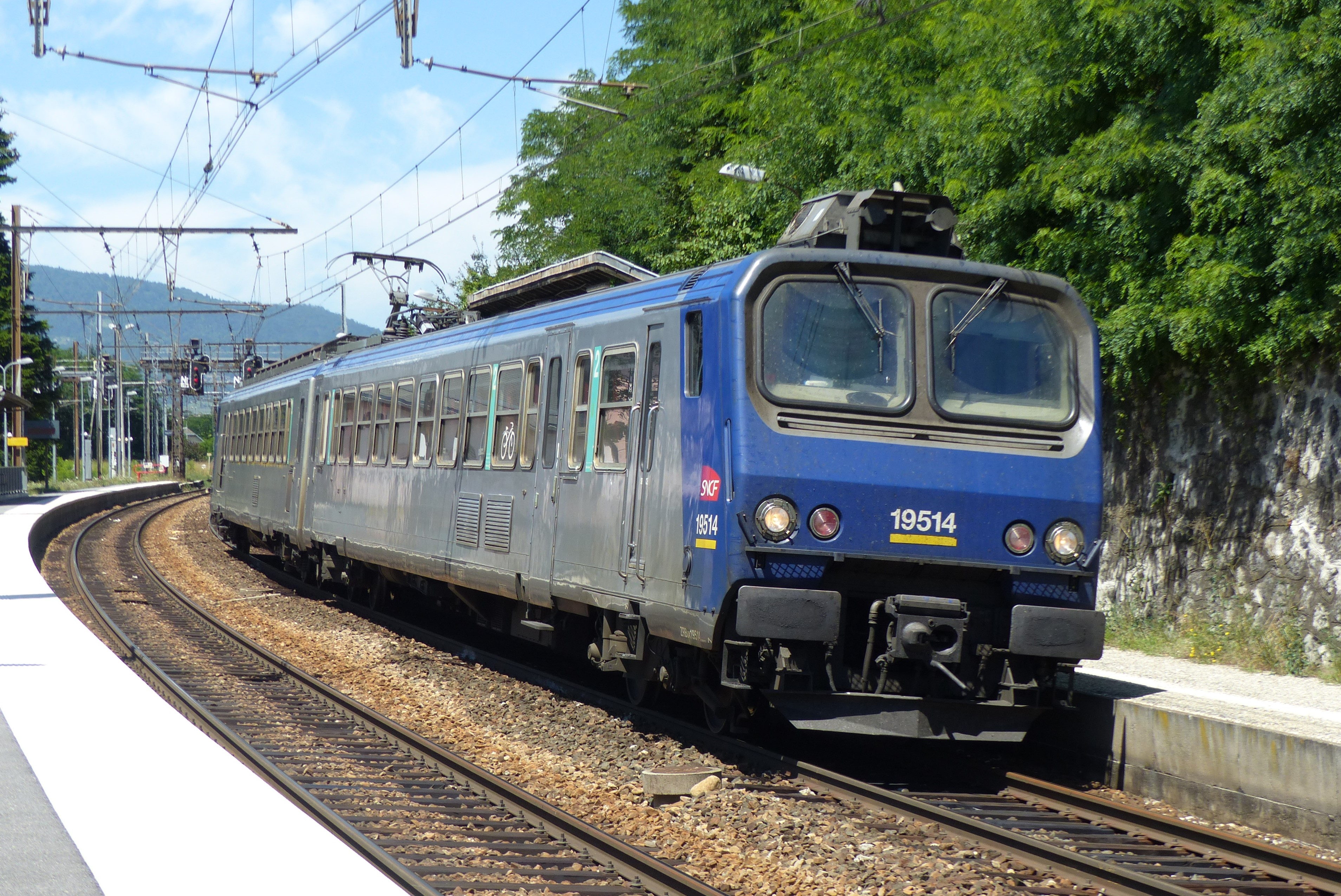
La Z9514 au départ de Montmélian (Savoie), sur la ligne de la Maurienne.

Les Z 9500 officiaient sur de nombreuses relations du réseau TER Auvergne-Rhône-Alpes, en particulier sur les étoiles ferroviaires de Chambéry et de La Roche-sur-Foron :
- (Chambéry) – Culoz – Ambérieu – Lyon[4]
- Évian – Annemasse – Genève / Bellegarde[5]
- Saint-Gervais – Annemasse – Genève[5]
- Annecy – La Roche-sur-Foron – Saint-Gervais[5]
- Annecy – Chambéry[5]
- Bourg-Saint-Maurice – Chambéry – (Lyon)[6]
- Modane – Chambéry – (Lyon)[7]
- Chambéry – Lyon [8],[9]

### TER Bourgogne-Franche-Comté
- Dijon – Besançon – Belfort
- Dijon – Dole-Ville – Pontarlier
- Dijon – Seurre – Bourg-en-Bresse
- Dijon – Is-sur-Tille
- Dijon – Chalon-sur-Saône

### Anciennes fréquentations
Les Z 9500 ont circulé par le passé sur les relations ferroviaires suivantes :
- Marseille – Toulon – Nice
- Marseille – Valence – Lyon – Dijon
- Lyon – Bourg-en-Bresse – Lons-le-Saunier
- Lyon – Ambérieu – Aix-les-Bains – Annecy
- Lyon – Givors-Ville

## Dépôts titulaires
- toutes radiées au 2 janvier 2023.

5 rames appartiennent à la région Rhône-Alpes. Les 4 éléments qui appartenaient à la région Bourgogne (Z9515 à 9518) ont été cédés le 11 décembre 2011 à la région Rhône-Alpes.

## Modélisme
- Cette automotrice a été reproduite en HO par les firmes Jouef et Piko.